# Đoàn Văn Bơ
Đoàn Văn Bơ  (1917-1958), là nhà hoạt động cách mạng và liệt sĩ hiện đại, bí danh là Tư Đông, quê ở xã Hương Mỹ, huyện Mỏ Cày, tỉnh Bến Tre.

## Tiểu sử và quá trình hoạt động
Giai đoạn (1935-1938) ông học ở Trường Bá Nghệ ( Ngày nay là Trường Cao đẳng Kỹ thuật Cao Thắng), sau làm công nhân ở xưởng Ba Son và tham gia cách mạng.
Ngày 9 tháng 3 năm 1945, phát xít Nhật đảo chính thực dân Pháp trên toàn cõi Đông Dương, ông hoạt động trong tổ chức Thanh niên Tiền phong.
Ngày 23 tháng 9 năm 1945, kháng chiến chống Pháp bùng nổ, ông theo tổ chức vào hoạt động ở chiến khu miền Nam.
Năm 1946, ông trở lại Sài Gòn tiếp tục hoạt động và làm việc ở xưởng Ba Son cho đến năm 1953 thì hoạt động bị lộ nên ông lại trở vào chiến khu.
Năm 1954 ông được tổ chức phân công vào hoạt động trong nội thành Sài Gòn, được cử là Thường vụ Đặc khu Sài Gòn – Chợ Lớn.
Ngày 31 tháng 10 năm 1958 ông bị bắt, cầm tù và tra tấn rồi mất trong Nhà lao Gia Định, được Nhà nước công nhận là Liệt sĩ.
Đến tháng 4/1998 đồng đội mới tìm thấy nơi chôn cất liệt sĩ Đoàn Văn Bơ.
Hiện tại ông được an táng tại Nghĩa trang liệt sĩ Thành phố Hồ Chí Minh.

## Gia đình
Liệt sĩ Đoàn Văn Bơ có năm người con là Đoàn Lê Dung, Đoàn Lê Hương, Đoàn Lê Phong, Đoàn Công Nhân và Đoàn Lê Phuơng Định.
Ngày 04 tháng 4 năm 1985, Ủy ban nhân dân Thành phố Hồ Chí Minh quyết định lấy tên ông đặt tên cho đường Đoàn Văn Bơ bắt đầu từ cầu Calmette đến đường Nguyễn Thân Hiến- giáp đường Nguyễn Tất Thành trên địa bàn quận 4, Thành phố Hồ Chí Minh .
Ngày 18 tháng 3 năm 2014, theo quyết định số 10/2014/QĐ-UBND của Ủy ban Nhân dân tỉnh Bà Rịa-Vũng Tàu quyết định lấy tên ông đặt cho đường Đoàn Văn Bơ trên địa bàn Phường 6, thành phố Vũng Tàu .